# The Pact (film 2003)
The Pact è un film australiano del 2003 diretto da Strathford Hamilton.

## Trama
Quattro amici quindicenni (Susan, Wilga, Patricia e Kenny) praticano uno sport molto pericoloso, quello di viaggiare sopra il tetto dei treni che sfrecciano ad alta velocità. Durante una di queste imprese, Patricia muore ed i tre amici decidono di fare un patto: si ritroveranno tra 15 anni per ripetere l'impresa in memoria dell'amica morta. Quindici anni dopo, Wilga, da poco uscito di prigione, è deciso più che mai ad onorare il patto fatto anni prima.

## Curiosità
Il film è stato finanziato privatamente.